# ر. إف. جراف
ر. إف. جراف (بالإنجليزية: R. F. Graf)‏ هو مهندس معماري أمريكي، ولد في 1863 في ناشفيل في الولايات المتحدة، وتوفي في 1940 في نوكسفيل في الولايات المتحدة.